# Amor da Minha Vida (série de televisão)
Amor da Minha Vida é uma série brasileira. A primeira temporada estreou em 22 de novembro de 2024 no streaming Disney+.
Criada por  Matheus Souza é escrita por ele com colaboração de Juliana Araripe, Luiza Fazio, Bryan Ruffo e Nátaly Neri, tem direção de René Sampaio e Tatiana Fragoso Bruna Marquezine sob direção artística de  Matheus Souza e co-direção de Bruna Marquezine. 
Conta com as atuações de nos Bruna Marquezine, Sérgio Malheiros, Danilo Mesquita, Malu Rodrigues, Rayssa Bratillieri, Sophia Abrahão, João Guilherme e Agda Couto papéis centrais.

## Enredo
Bia (Bruna Marquezine) e Victor (Sérgio Malheiros), melhores amigos inseparáveis, compartilham confidências íntimas. Enquanto Victor se vê preso a um relacionamento longo que perdeu a magia com o tempo, Bia se entrega a breves e diversos envolvimentos amorosos, sempre mantendo uma visão cética sobre o amor. Enquanto Bia se afasta da ideia de um grande romance e se perde em namoros passageiros, Victor se vê estagnado em um relacionamento antigo que se tornou monótono. Em meio a desilusões com outras pessoas, os dois acabam descobrindo, na amizade, uma faísca que dá início a um novo e inesperado romance.

## Elenco
| Ator/Atriz         | Personagem           | Temporadas | Temporadas |
| Ator/Atriz         | Personagem           | 1ª (2024)  | 2ª (2026)  |
| ------------------ | -------------------- | ---------- | ---------- |
| Bruna Marquezine   | Bianca Martins (Bia) |            |            |
| Sérgio Malheiros   | Victor Ferreira      |            |            |
| Danilo Mesquita    | Marcelo Duarte       |            |            |
| Rayssa Bratillieri | Paula Brás           |            |            |
| Sophia Abrahão     | Giselle Lopes        |            |            |
| Cissa Guimarães    | Neide Martins        |            |            |
| Agda Couto         | Érica                |            |            |
| Pâmela Morais      | Helena               |            |            |
| Malu Rodrigues     | Luiza Nunes          |            | —          |
| João Guilherme     | Gabriel Monteiro     |            | —          |
| Fernanda Paes Leme | Alice Santos         |            | —          |
| David Reis         | Pedro                |            | —          |
| João Villa         | César Soares         |            | —          |
| Romulo Estrela     |                      | —          |            |
| Clarice Falcão     |                      | —          |            |
| Gleici Damasceno   |                      | —          |            |
| Alanis Guillen     |                      | —          |            |
| Maria Ribeiro      |                      | —          |            |
| Gabriel Godoy      |                      | —          |            |

### Participações Especiais
| Ator/Atriz          | Personagem         |
| 1ª Temporada        | 1ª Temporada       |
| ------------------- | ------------------ |
| Ana Hikari          | Júlia Maia         |
| Isabela Souza       | Catarina Malheiros |
| Mariana Molina      | Marina Lélis       |
| Bruno Ahmed         | Thiago             |
| Bruno Padilha       | Claudio Lemos      |
| Priscilla Rozenbaum | Sílvia             |
| Hamilton Dias       | Beto               |
| Caíque Nogueira     | Gabriel Marques    |
| Nicolas Ahnert      | Felipe             |
| Thalita Meneghim    | Jade               |
| 2ª Temporada        |                    |
| Daniel Dantas       |                    |
| Guida Viana         |                    |
| Louise Cardoso      |                    |
| Pablo Morais        |                    |
| Priscila Reis       |                    |
| Hugo Bonemer        |                    |

## Produção
Em 4 de abril, foi anunciado que Bruna Marquezine iria estrelar uma série no Star+, e o teaser foi postado nas redes sociais da atriz e nas redes sociais da produção. Logo em seguida, Sérgio Malheiros também foi anunciado como protagonista. Agda Couto, recém-saída de Dois Tempos, também foi escalada. Aos poucos, o elenco foi sendo revelado, com nomes como Ana Hikari, que havia recentemente deixado a Globo e assinou com a produção como seu primeiro trabalho fora da emissora, e Isabela Souza, que, após uma temporada fora gravando e estrelando  Bia, marcou seu retorno ao Brasil com esse projeto. Cissa Guimarães também foi confirmada no elenco, retornando à carreira de atriz 12 anos depois do fim de Salve Jorge. As gravações, que começaram em maio, duraram 70 dias e, ao longo do processo, foram oficializados os nomes de Danilo Mesquita, Malu Rodrigues, Sophia Abrahão, João Villa, Rayssa Bratillieri, David Reis e Bryan Ruffo no elenco. Além disso, houve as confirmações de participações especiais de João Guilherme e Fernanda Paes Leme durante a temporada.
Em março de 2025, a série teve sua segunda temporada renovada após o sucesso da primeira temporada no exterior pela plataforma Hulu. A confirmação foi feita pela própria Bruna, em entrevista à Vogue Brasil. No dia 14 de maio, a produção da segunda leva de episódios entrou na fase de leitura dos roteiros finais, confirmando o retorno de Sophia Abrahão, Danilo Mesquita e Rayssa Bratillieri. Já Fernanda Paes Leme, João Guilherme, e Malu Rodrigues, que participaram da primeira fase, deixaram o elenco para se dedicar a outros projetos. Para a nova fase, foram confirmados os nomes de Rômulo Estrela, Clarice Falcão, Gleici Damasceno e Alanis Guillen. Durante o processo de filmagens da temporada, Pablo Morais, Gabriel Godoy, Hugo Bonemer e Maria Ribeiro foram oficializados no elenco.